# Jason Brown
Pour les articles homonymes, voir Jason Brown (homonymie) et Brown.
Jason Brown est un footballeur gallois né le 18 mai 1982 à Southwark (Angleterre). Il joue au poste de gardien de but.

## Carrière

### Résumé de carrière
- 2001-2006 :  Gillingham
- 2006-2011 :  Blackburn Rovers
  - sept.-nov. 2010 : →  Leeds United
  - nov.-déc. 2010 : →  Leyton Orient
  - mars-juin 2011 : →  Cardiff City
- 2011-jan. 2013 :  Aberdeen FC
- depuis mars 2013 :  Ipswich Town FC

### Leyton Orient
Le 19 novembre 2010, il est prêté un mois au club de Leyton Orient par les Blackburn Rovers où il joue 5 matchs. De retour à Blackburn, il ne retrouve pas de place de titulaire et il est à nouveau prêté.

### Cardiff City
Le club de Cardiff City cherchant en urgence un gardien, ses trois gardiens étant blessés, il obtient le prêt de Brown pour une durée d'un mois, à compter du 3 mars 2011. Celui-ci souhaite profiter de l'occasion pour retrouver une place dans l'équipe du pays de Galles de football. Mais Brown n'est pas titularisé dans les semaines qui suivent son arrivée et, le 18 mars 2011, le sélectionneur gallois Gary Speed, qui annonce l'équipe qui affronte l'Angleterre, ne fait pas appel à lui. À l'issue de son prêt d'un mois, son contrat à Cardiff est prolongé jusqu'à la fin de la saison.

## Statistiques
| Saison      | Club             | Pays                    | Championnat | Coupes nationales | Sélection Pays de Galles |
| ----------- | ---------------- | ----------------------- | ----------- | ----------------- | ------------------------ |
| 2001 - 2002 | Gillingham       | League First Division   | 10 matchs   | -                 | -                        |
| 2002 - 2003 | Gillingham       | League First Division   | 39 matchs   | 5 matchs          | -                        |
| 2003 - 2004 | Gillingham       | League First Division   | 22 matchs   | 3 matchs          | -                        |
| 2004 - 2005 | Gillingham       | Championship            | 16 matchs   | 1 match           | -                        |
| 2005 - 2006 | Gillingham       | League One              | 39 matchs   | 2 matchs          | 1 match                  |
| 2006 - 2007 | Blackburn Rovers | Premiership             | 1 match     | -                 | 1 match                  |
| 2007 - 2008 | Blackburn Rovers | Premier League          | -           | -                 | -                        |
| 2008 - 2009 | Blackburn Rovers | Premier League          | 4 matchs    | 3 matchs          | -                        |
| 2009 - 2010 | Blackburn Rovers | Premier League          | 4 matchs    | 4 matchs          | -                        |
| 2010 - 2011 | Blackburn Rovers | Premier League          | -           | -                 | -                        |
| 2010 - 2011 | Leeds United     | Championship            | 4 matchs    | -                 | -                        |
| 2010 - 2011 | Leyton Orient    | League One              | 3 matchs    | 2 matchs          | -                        |
| 2010 - 2011 | Cardiff City     | Championship            | -           | -                 | -                        |
| 2011 - 2012 | Aberdeen         | Scottish Premier League | 20 matchs   | 6 matchs          | 1 match                  |
| 2012 - 2013 | Aberdeen         | Scottish Premier League | 2 matchs    | -                 | -                        |
| 2012 - 2013 | Ipswich Town     | Championship            | -           | -                 | -                        |

Dernière mise à jour : 12 mai 2013